# Circulació de l'aigua en les plantes
La circulació de l'aigua  en els vegetals compleix la funció de transportar nutrients i altres substàncies, es realitza d'una manera peculiar diferent del dels animals.
L'aigua circula a través de les plantes, des de l'arrel cap a les fulles pels vasos llenyosos. És absorbida per l'arrel, als pèls radiculars fent així que les plantes es nodreixin i la seva degradació fisiològica es demori més en el temps mentre que no la tingui.

## Processos pels quals es desplaça l'aigua
L'aigua es mou a l'interior de la planta seguint les diferències de potencial hídric. El potencial hídric consta de diversos components:
- Potencial hídric = Potencial osmòtic + Potencial de pressió + Potencial matricial + Potencial gravitacional
  - Potencial osmòtic: Es relaciona amb l'osmolaritat de la dissolució aquosa. Depèn dels osmòlits dissolts en l'aigua.
  - Potencial de pressió: És el relacionat amb la pressió que exerceixen les parets cel·lulars vegetals contra la cèl·lula. És màxim quan arriba a la màxima turgència i mínim quan arriba al valor de plasmòlisi incipient.
  - Potencial matricial: Es relaciona amb l'absorció de l'aigua per capil·laritat.
  - Potencial gravitacional: És aquell relacionat amb la força de gravetat.

Així l'aigua viatja des de les zones amb major potencial hídric cap a les zones amb menors potencials. Una planta en un sòl òptim (potencial hídric proper a 0 kPa) absorbeix aigua per les arrels, aquesta viatja pel xilema, fins a arribar a les fulles on s'evapora i passa a l'atmosfera, la qual té un potencial hídric realment baix (de l'ordre de desenes de kPa negatiu). Aquest procés s'anomena transpiració. Així la majoria de l'aigua absorbida per la planta és evaporada a les fulles. Aquestes forces d'evaporació de la vida global creen una tensió negativa que és la que "estira" l'aigua cap a les branques superiors, ja que el procés de capil·laritat no és suficient per portar l'aigua a diversos metres d'altura. Finalment hi ha una altra força que fa pujar l'aigua pel xilema de la planta, és una pressió positiva exercida per l'arrel que absorbeix aigua activament (gràcies a l'absorció dels osmòlits).

## Potencial hídric
L'aigua en estat líquid és un fluid en el qual les molècules es troben en constant moviment. La capacitat de les molècules d'aigua per moure's en un sistema particular depèn de la seva energia lliure. La magnitud més emprada per a expressar i mesurar l'estat d'energia lliure de l'aigua és el potencial hídric Ψ. El potencial hídric pot expressar-se en unitats d'energia per unitats de massa o volum, la unitat d'ús més corrent és el megapascal (MPa = 10 bars) encara que en el passat recent també s'han utilitzat l'atmosfera i el bar (1 bar = 0,987 atm). El moviment de l'aigua en el sòl i en les plantes passa de manera espontània al llarg de gradients d'energia lliure, des de regions on l'aigua és abundant i, per tant, té alta energia lliure per unitat de volum (major Ψ), a zones on l'energia lliure de l'aigua és baixa (menor Ψ). L'aigua pura té una energia lliure molt alta a causa del fet que totes les molècules poden moure's lliurement. Aquest és l'estat de referència del potencial hídric, a una massa d'aigua pura, lliure, sense interaccions amb altres cossos, amb una pressió normal, li correspon un Ψ igual a 0. El Ψ està fonamentalment determinat per l'efecte osmòtic, associat amb la presència de soluts, per les forces matrius que s'adsorbeixen o retenen aigua en matrius sòlides o col·loidals, per l'efecte de l'alçada i per pressions positives o negatives o tensions presents en els recipients o conductes on es troba. Aquests factors tenen un efecte additiu que típicament disminueix el potencial hídric del sòl o planta que fa al potencial de l'aigua pura. Així, en un sistema particular, el potencial hídric total és la suma algebraica de quatre components:
 Ψh = Ψo+Ψm+Ψg+Ψp 
on  Ψ  significa potencial, i els subíndexs  h, o, m, g, p, signifiquen hídric, osmòtic, matricial, gravitatori, i de pressió, respectivament. El Ψo representa el component determinat per la presència de soluts dissolts, disminueix l'energia lliure de l'aigua i pot ser zero o assumir valors negatius. A mesura que la concentració de solut (és a dir, el nombre de partícules de solut per unitat de volum de la dissolució) augmenta, el Ψo es fa més negatiu. Sense la presència d'altres factors que alterin el potencial hídric, les molècules d'aigua de les dissolucions es mouran des de llocs amb poca concentració de soluts a llocs amb més concentració de solut. El Ψo es considera 0 per a l'aigua pura. El Ψm representa el grau de retenció de l'aigua, a causa de les interaccions amb matrius sòlides o col·loidals. Aquestes matrius la constitueixen el material col·loidal del sòl i les parets cel·lulars. Pot tenir valors nuls o negatius. Finalment el Ψg representa la influència del camp gravitatori i normalment és positiu, tot i que això depèn de la posició escollida per l'estat de referència. El Ψp representa la pressió hidroestàtica i pot assumir valors positius o negatius segons l'aigua estigui sotmesa a pressió o tensió. Així per exemple, el potencial de pressió Ψp en les cèl·lules és positiu i representa la pressió exercida pel protoplast contra la paret cel·lular, mentre que en el xilema és negatiu a causa de la tensió desenvolupada per diferències en el potencial hídric originades en la transpiració. En el sistema SÒL-PLANTA-ATMOSFERA, el potencial hídric pot ser mesurat en diversos punts de la via del moviment de l'aigua des del sòl a través de la planta fins a l'atmosfera. Al llarg d'aquest trajecte, varien les contribucions dels diferents components en la determinació del potencial hídric.